# Onthophagus triimpressus
Onthophagus triimpressus là một loài bọ cánh cứng trong họ Bọ hung (Scarabaeidae).